# Vittore Carpaccio

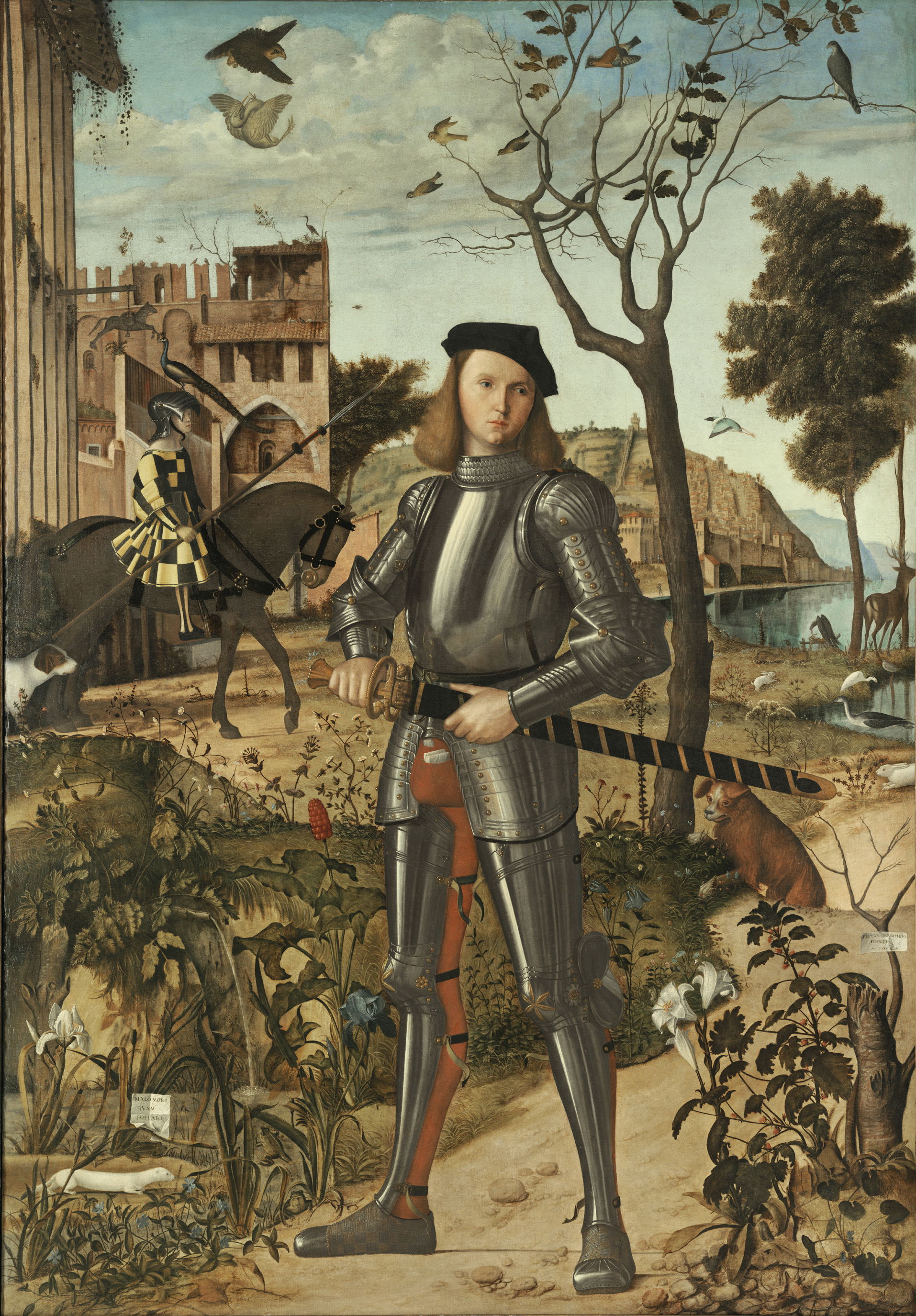
Cavaller. Madrid, Museu Thyssen-Bornemisza

Vittore (o Vittori) Carpaccio (Venècia, 1460 - 1525/1526), va ser un pintor italià del Renaixement. Ocupa un lloc destacat en la pintura veneciana de la transició del segle xv al xvi, encara que es va mantenir al marge dels corrents pictòrics principals i va desenvolupar un estil molt personal.

## Biografia
Es coneixen poques dades sobre la seva vida. Es creu que va néixer a Venècia cap a 1460, fill de Piero Scarpazza, mercader de pells. La majoria de les seves obres daten d'entre 1490 i 1519. Se li esmenta per primera vegada al testament del seu oncle Fra Ilario i el Dr. Ludwig remunta el seu naixement a 1455, basant-se que ningú podia heretar abans dels 15 anys, però aquesta conjectura passa per alt la possibilitat que el llegat li fos fet per a quan arribés a l'edat legal. Va canviar el cognom patern pel de Carpaccio d'acord amb l'ambient humanístic venecià, dominat per Ermolao Barbaro i Bernardo Bembo. Va rebre importants influències, directes o indirectes, de Gentile Bellini i d'Antonello da Messina. Alguns crítics han especulat sobre un possible viatge a Orient, donada la seva predilecció per temes orientals, però no hi ha res segur referent a això.

## Curiositats
El pintor ha donat nom al plat de carn crua Carpaccio a talls molt prims, amb oli o formatge. L'origen d'aquesta denominació cal trobar-lo en un cuiner venecià Giuseppe Cipriani, que l'any 1963 va preparar un plat de carn crua i li va posar el nom de Carpaccio perquè li semblava que el color de la carn crua recordava els colors intensos dels quadres del pintor de qui en aquelles dates es feia una mostra a Venècia.